# Аніс

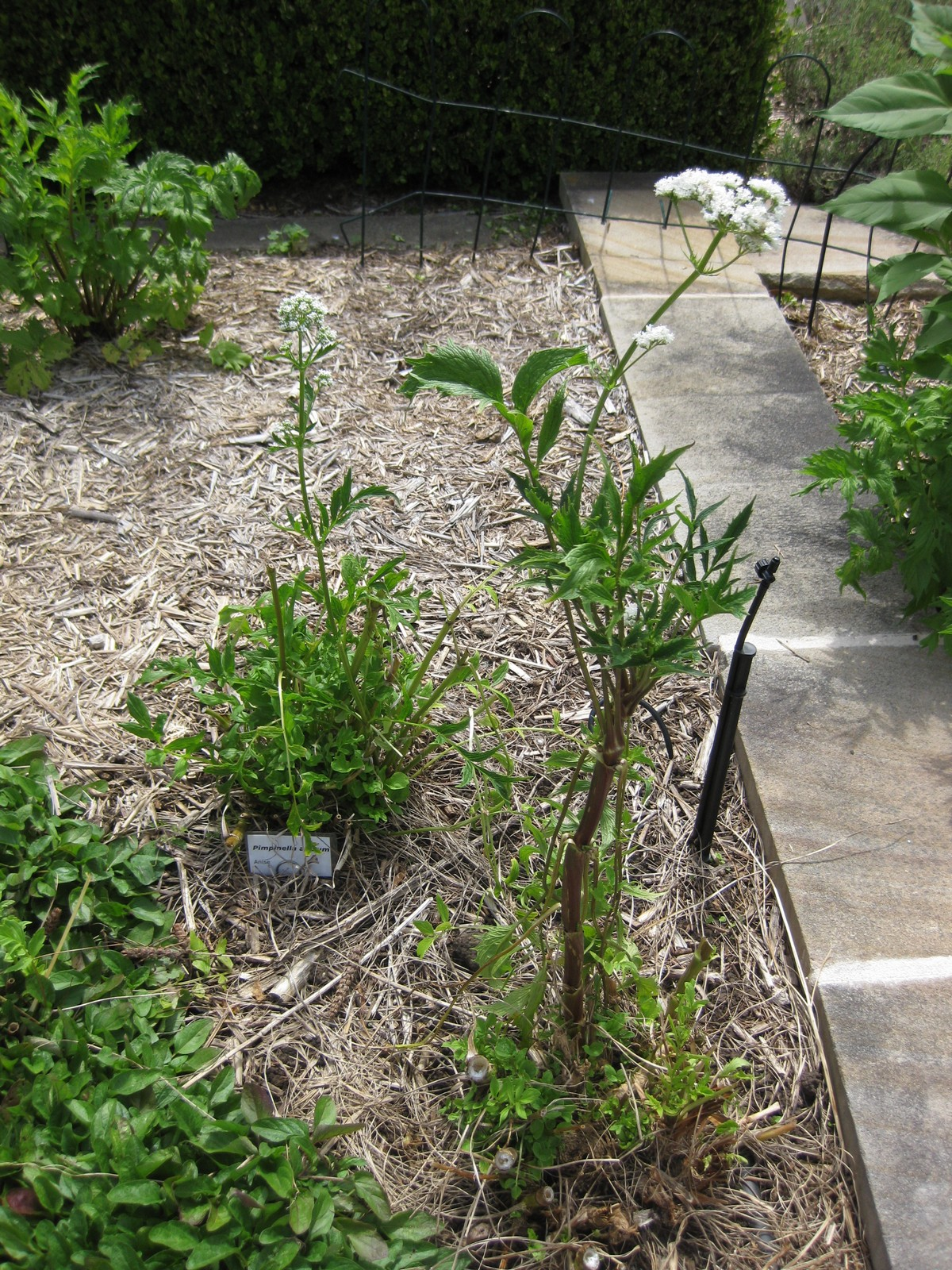
Pimpinella anisum у Королівському ботанічному саду Сіднея

Ані́с (Pimpinella anisum) або га́нус — вид трав'янистих однорічних рослин роду бедринець (Pimpinella) родини зонтичних (Apiaceae).

## Опис
Однорічна культивована рослина.
Аніс має тонкий, слабкорозгалужений корінь, який проникає в ґрунт на глибину 50-60 см. Стебло в нього пряме, округле з борозенками, розгалужується у верхній частині. Загальна висота рослини 30-70 сантиметрів. Прикореневі листки анісу — округло-серцеподібні, середні — клиноподібні, розсічені з короткими черешками, верхні листочки трироздільні й без черешків. Квітки в анісу дрібні, білі або ж рожевуваті, зібрані в складні зонтики з 6-16 променями. Цвіте в червні — липні, плоди дозрівають в серпні. Плід — двосім'янка яйцеподібної форми зі слабковиділеними ребрами, має довжину 3-4 міліметри й діаметр 1,5-2,5 міліметри. Зрілі плоди мають сіро-зелене забарвлення і легко тріскають на дві половинки. Маса 1000 насінин лише 3,5-5 грамів.

## Синоніми
- Anisum odoratum Raf.
- Anisum officinale DC.
- Anisum officinarum Moench
- Anisum vulgare Gaertn.
- Apium anisum (L.) Crantz
- Carum anisum (L.) Baill.
- Pimpinele anisa St.-Lag.
- Ptychotis vargasiana DC.
- Selinum anisum (L.) E.H.L.Krause
- Seseli gilliesii Hook. & Arn.
- Sison anisum (L.) Spreng.
- Tragium anisum (L.)

## Поширення
Батьківщина анісу — країни Малої Азії та Східного Середземномор'я. Як прянощі та лікарський засіб почав використовуватися ще в античні часи. Від римлян аніс потрапив до решти країн Європи. Зараз його вирощують в Іспанії, Італії, Туреччині, Єгипті, Індії, Китаї, Мексиці, Чилі, США, Лівані, Греції, на Кіпрі, Молдові, в Середній Азії та на Кавказі, а також в багатьох інших країнах. Цікаво, що у деяких східних країнах — Індії, Ірані, Індонезії не розрізняють аніс та фенхель.
В Україні відомий з часів Київської Русі, але у значних кількостях почав вирощуватися разом з коріандром лише з XIX століття. Поширений (в Лісостепу і степу), — тільки в культурі або як здичавілий — один вид: Pimpinella anisum — «аніс звичайний», «бедрінець ганус», або «ганиж», «ганус», «чанус» (народні назви).

## Заготівля
Насіння анісу збирають на стадії воскової стиглості коли воно набуває зеленкувато-сірого забарвлення. Скошені рослини кілька днів досушують у тіні, а потім обмолочують. Мелене насіння швидко втрачає смак та запах, тому зазвичай його зберігають цілим і мелють лише перед використанням. Якщо насіння темне, то воно вже надміру старе і має гірший та слабший аромат.
Для отримання ефірної олії аніс переробляють повністю скошуючи його в період плодоутворення та молочної зрілості. Цікаво, що ефірна олія анісу за запахом та складом надзвичайно схожа, практично така сама, як олія бодяну хоч це зовсім інша рослина.
Для заготівлі зелені аніс зрізують ще до цвітіння і сушать у добре провітрюваному приміщенні в тіні.

## Хімічний склад продуктів
Плоди анісу містять 2-3 % ефірної олії, 4—23 % жирної олії, 18 % білків, 3—5 % цукрів, фурфурол, кавову та хлоргенову кислоти та інші корисні речовини. Анісова ефірна олія на 80-90 % складається з анетолу, містить 10 % метилхавіколу, естрагол, анісовий альдегід, анісовий спирт, альфа-пінен, бета-пінен, камфен, сабінен, альфа-фелландрен, бета-фелландрен, фенхон, ліналоол.

## Використання
Використовується як прянощі, також ефірна олія — анетоль, вживається в медицині, парфумерії, лікеро-горілчаному виробництві, в харчовій промисловості, а жирна олія — в техніці, макуха йде на корм худобі.

### Кулінарні властивості
Аніс має солодкуватий смак та інтенсивний освіжаючий аромат. Як прянощі використовуються як плоди, так і молоді листки, відцвітлі китиці та ефірна олія.
Насіння анісу, зазвичай мелене додають до солодких страв, випічки (особливо в імбирні пряники), фруктові салати, варення з меду, горіхів чи родзинок. Можна додавати його і до кремів, пудингів або солодких каш.
Насіння та китиці анісу кладуть в маринади під час консервації, кидають у компоти чи зрідка в чай. Зелені листки додають у фруктові чи овочеві салати. Молоді китиці — в овочеві супи на зразок зеленого борщу.
У східних кухнях замість анісу часто використовуються фенхель чи бодян схожі на нього на смак та на запах. Але не у всіх стравах можна повноцінно замінювати ці прянощі одну одною. Аніс гармоніює з коріандром, лавровими листками, часником, кропом, а часом і корицею.
Насіння та листки анісу, а також анісову олію, широко використовують у лікеро-горілчаному виробництві. На них настоюють ракію, італійську самбуку, грецьку горілку узо, арак, раки, різноманітні анісові лікери та наливки (пастис, мастика, пачаран, анізетт та ін.).

### Медичне застосування

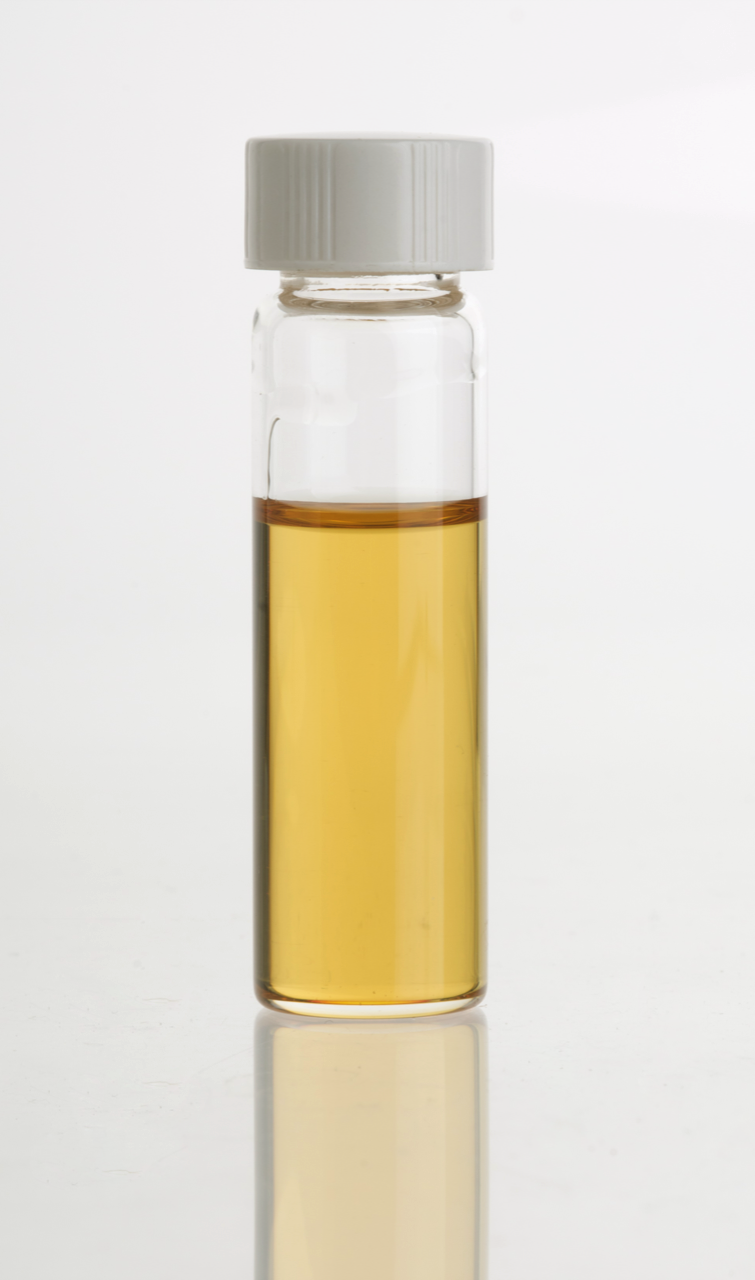
Анісова олія

В медицині аніс використовується у вигляді відварів, настоянок, анісової олії, сиропів, крапель. Входить до багатьох ліків і зубних паст для покращення їх смаку.
Аніс має вітрогінну, послаблювальну, спазмолітичну, анестизуючу дію, відхаркуючі та анестизуючі властивості. Аніс стимулює травлення, знімає спазми при шлункових чи кишкових кольках, покращує апетит та зменшує метеоризм. Він використовується для лікування застуди, нежитю та захворювань верхніх дихальних шляхів, кашлю, бронхітів. Відвар анісу покращує лактацію в матері під час годування немовлят. Анісовий чай використовується для зниження температури, і як сечогінний, протиспазматичний та заспокоюючий засіб, а також для зменшення менструальних болів, нормалізації сну та зняття стресу. Препарати з плодів анісу допомагають при запаленнях нирок та сечового міхура, виводять пісок, стимулюють секреторні функції печінки та підшлункової залози.
Однак аніс має і протипоказання, його слід обережно використовувати, особливо при хворобах шлунку та дванадцятипалої кишки, колітах, при підвищеному згортанні крові та захворюваннях серця. Анісова олія може викликати алергію.
Анісову олію використовують у косметиці, вона покращує пружність шкіри та нормалізує водно-сольовий та ліпідний обмін.